# Więcłowice
Więcłowice (też Więcesławice, cz. Václavovice, niem. Wenzlowitz) – wieś gminna i gmina w powiecie Ostrawa-miasto, w kraju morawsko-śląskim, w Czechach. Liczba mieszkańców wynosi 1581 (2006), a powierzchnia 5.67 km². 
Miejscowość położona jest na południowo-wschodnim skraju powiatu, ok. 11 km od centrum Ostrawy i 5 km na wschód od Ostrawicy, w granicach historycznego Śląska Cieszyńskiego. Na zachodzie sąsiaduje z Racimowem (z Datyniami Górnymi), na północy z Szonowem, a na południu przez pas lasów z należącymi do powiatu Frydek-Mistek Siedliszczem i Kaniowicami.
Do 31 grudnia 2006 roku miejscowość wchodziła w skład powiatu Frydek-Mistek, 1 stycznia 2007 została objęta rozszerzonym powiatem Ostrawa-miasto.

## Historia
Miejscowość po raz pierwszy wzmiankowana została w łacińskim dokumencie Liber fundationis episcopatus Vratislaviensis (pol. Księga uposażeń biskupstwa wrocławskiego), spisanej za czasów biskupa Henryka z Wierzbna ok. 1305 w szeregu wsi zobowiązanych do płacenia dziesięciny biskupstwu we Wrocławiu, w postaci item in Wenceslaowitz. Zapis ten (brak określenia liczby łanów, z których będzie płacony podatek) wskazuje, że wieś była w początkowej fazie powstawania (na tzw. surowym korzeniu), co wiąże się z przeprowadzaną pod koniec XIII wieku na terytorium późniejszego Górnego Śląska wielką akcją osadniczą (tzw. łanowo-czynszową). Wieś politycznie znajdowała się wówczas w granicach utworzonego w 1290 piastowskiego (polskiego) księstwa cieszyńskiego, będącego od 1327 lennem Królestwa Czech, a od 1526 roku w wyniku objęcia tronu czeskiego przez Habsburgów wraz z regionem aż do 1918 roku w monarchii Habsburgów (potocznie Austrii).
W 1869 Więcłowice liczyły 966 mieszkańców.
Według austriackiego spisu ludności z 1910 roku Więcłowice miały 1250 mieszkańców, z czego 1236 (98,88%) czesko- i 14 (1,12%) polskojęzycznych. Podział według religii kształtował się następująco: 1182 (94.56%) katolików i 68 (5,44%) ewangelików.